# Demoiselle en détresse
Cet article possède des paronymes, voir Une demoiselle en détresse et Jeunes Filles en détresse.
La figure de la demoiselle en détresse, ou de la jeune femme persécutée, constitue un stéréotype culturel récurrent. Il s'agit d'une jeune femme menacée par un « méchant » ou un monstre et que le héros doit sauver. Elle est devenue une figure classique de la fiction, en particulier des mélodrames.
Le terme de « demoiselle » (ou damoiselle) renvoie à la thématique médiévale du chevalier pour qui voler au secours d'une demoiselle en détresse constituait une part importante de ses aventures.
Le statut de victime de la demoiselle en détresse, qui peut être décrite comme ingénue, voire naïve, combiné à son besoin d'être secourue, a fait de ce stéréotype la cible des critiques féministes. Ainsi au cinéma, même si cette figure permet d'obtenir des ressorts tout trouvés pour bâtir un scénario, le renvoi systématique à ce type de rôle est décrié par les actrices qui souhaitent montrer l'étendue de leur jeu[réf. nécessaire], puisque ces personnages, toujours dans l'ombre du héros masculin, sont cantonnés à un caractère typique et peu complexe.

## Histoire

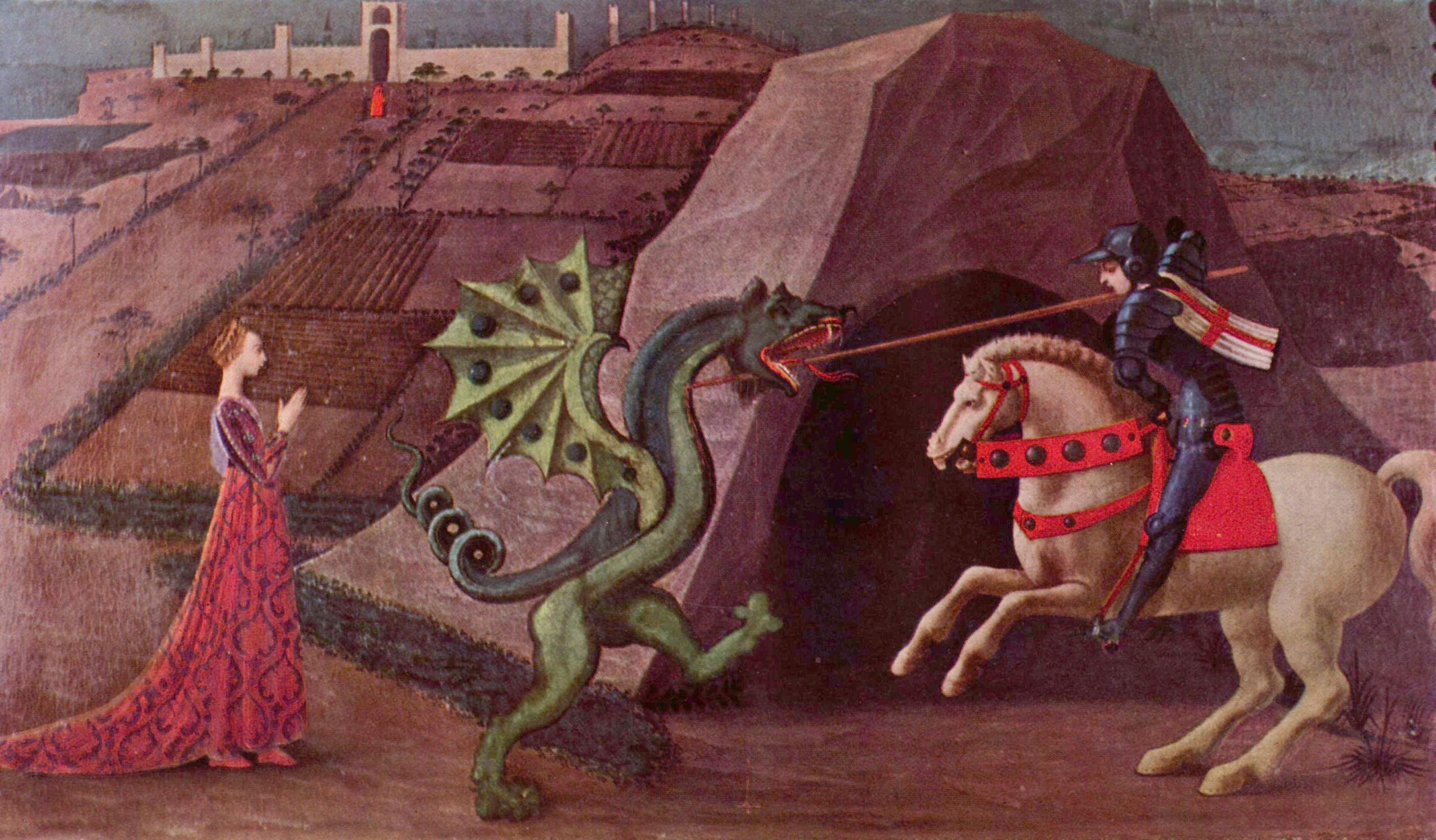
Saint Georges, la princesse et le dragon, Paolo Uccello, vers 1470.

La thématique de la demoiselle en détresse remonte à la Grèce antique dont la mythologie, si elle inclut des déesses puissantes, recèle aussi un grand nombre de jeunes filles sacrifiées ou menacées de l'être. L'exemple le plus célèbre est celui d'Andromède, dont la mère avait offensé Poséidon : celui-ci envoya un monstre marin ravager la région et, pour apaiser le dieu, Andromède fut enchaînée à un rocher près de la mer. Le héros Persée tua le monstre et sauva Andromède avant de l'épouser. De nombreux artistes représentèrent Andromède enchaînée nue au rocher. On retrouve également le thème de la demoiselle en détresse et du dragon dans le mythe de Saint Georges.
Les contes de fées occidentaux reprennent souvent le thème de la demoiselle en détresse. Des sorcières enferment Raiponce en haut d'une tour, jettent un sortilège à la Belle au bois dormant ou empoisonnent Blanche-Neige. À chaque fois, un prince vient au secours de la princesse, la sauve et l'épouse.

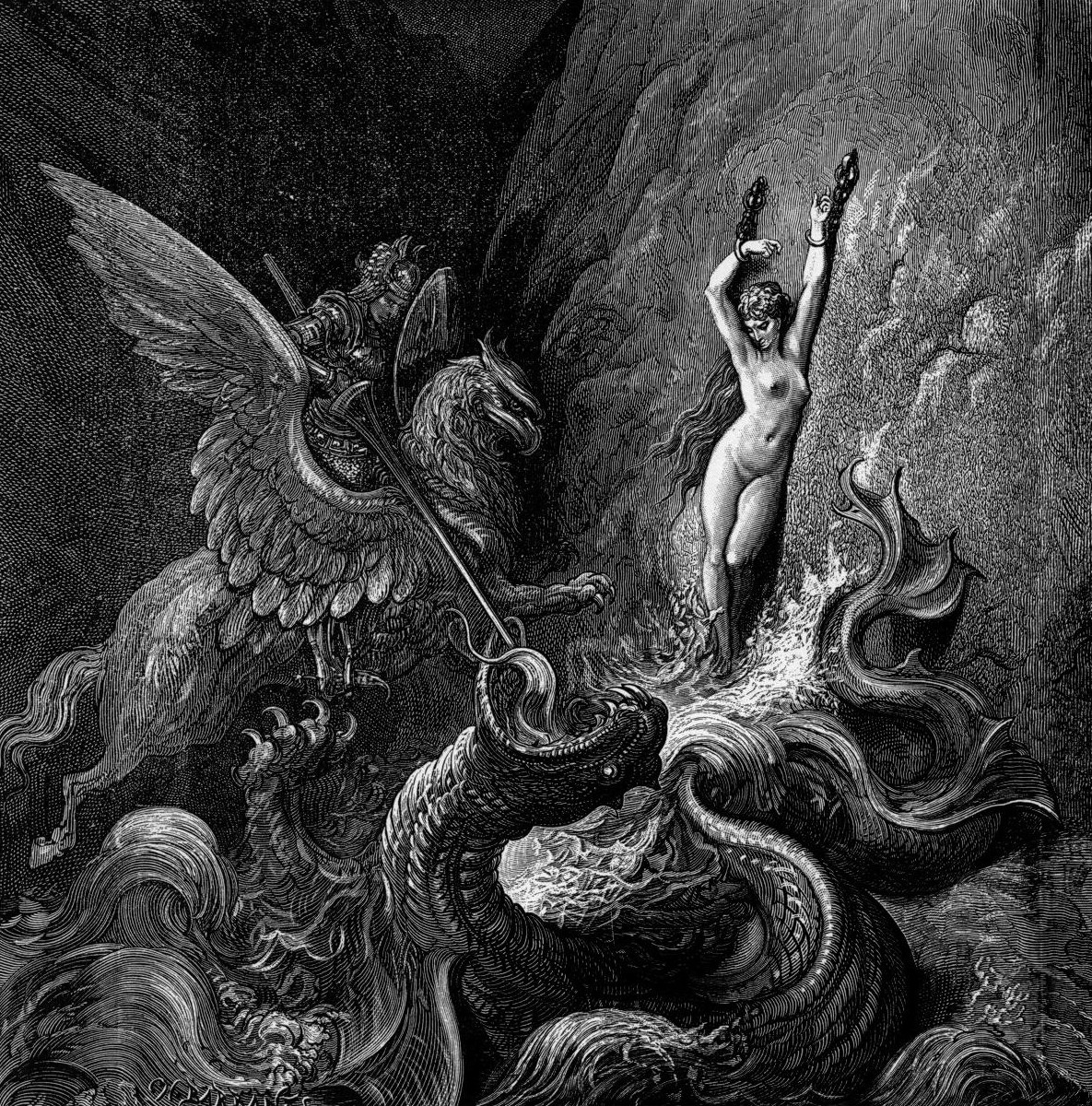
Angélique en péril dans Orlando furioso.

La demoiselle en détresse est également un personnage récurrent des histoires d'amour médiévales, où elle est généralement délivrée de sa prison par un chevalier errant, comme Griselda chez Pétrarque, Angélique dans Orlando furioso ou Iseult dans Tristan et Iseult chez Chrétien de Troyes.
Ses débuts dans le roman moderne se font dans la Clarissa de Samuel Richardson (1748), menacée par le cruel séducteur Lovelace.
La demoiselle en détresse médiévale est reprise dans la littérature gothique, où elle est généralement emprisonnée dans un château ou un monastère, livrée à un noble cruel ou à des moines, comme dans Les Mystères du château d'Udolphe d'Ann Radcliffe. Sa situation est portée à l'extrême dans la Justine du Marquis de Sade, où le sous-entendu pornographique devient explicite.
Une autre célèbre exploration du thème de la demoiselle persécutée se trouve dans le Faust de Goethe avec le destin de Gretchen. Selon le philosophe Schopenhauer :

« Le grand Goethe nous a donné une description distincte et visible de ce reniement de la volonté, apporté par une grande infortune et par l'absence d'espoir d'une délivrance, dans son chef-d'œuvre immortel Faust, dans l'histoire des souffrances de Gretchen. Je ne connais aucune autre description pareille en poésie. C'est un spécimen parfait du second chemin qui mène au reniement de la volonté, non pas, comme le premier, par la connaissance acquise volontairement des souffrances du monde, mais par la souffrance excessive de soi-même. Il est vrai que de nombreuses tragédies mènent leurs héros à la volonté puissante jusqu'à ce point de résignation totale, où la volonté de vivre et la vie se terminent généralement en même temps. Mais aucune description que je connaisse ne nous montre le point essentiel de cette renonciation si distinctement et si indépendamment de l'extérieur que celle mentionnée dans Faust. »

Le thème est repris de manière un peu caricaturale à l'époque victorienne dans les mélodrames. Le cinéma muet en fut influencé : la demoiselle en détresse y faisait face à des périls plus représentatifs de l'ère industrielle et adaptés aux nouveaux besoins du spectacle visuel. On y trouve le cliché de la femme attachée sur une voie ferrée, souvent par un méchant à la moustache retroussée. Les scieries étaient également un péril typique de cette époque.
La demoiselle en détresse est toujours présente au XXe siècle, que ce soit dans les films, les livres ou les séries :
- Ann Darrow, capturée par le singe géant de King Kong, est probablement la demoiselle en détresse la plus célèbre du cinéma,
- Jane, dans les livres et films de Tarzan a souvent besoin d'être sauvée,
- Loïs Lane se trouve souvent dans des situations dangereuses dont elle est sauvée par Superman,
- Olive est souvent sauvée de l'enlèvement par Popeye,
- abondance de l'emploi de cette ficelle sur les couvertures du magazine Weird Tales à compter des années trente.

De nos jours, les demoiselles en détresse sont utilisées moins souvent que par le passé, et le personnage est souvent joué ironiquement. Cependant, des jeux vidéo utilisent toujours la figure classique de la demoiselle en détresse. Les premiers jeux faisaient souvent d'une femme enlevée la raison pour laquelle le héros part à l'aventure et combat les monstres. La princesse Peach (et avant elle, Pauline dans Donkey Kong) doit être sauvée par Mario des griffes de Bowser dans la plupart des jeux de Mario Bros.. De la même manière, la princesse Zelda est enlevée par Ganon dans beaucoup des jeux Zelda. On peut trouver des exemples plus récents de demoiselles en détresse comme Linoa Heartilly de Final Fantasy VIII, que Squall Leonhart doit sauver six fois dans le jeu.
La demoiselle en détresse fit cependant un retour sous la forme de Scream Queen dans des films comme Vendredi 13 et autres films de type slasher à partir des années 1980. Elle y était cependant jouée différemment : il y a plusieurs jeunes filles, dont la plupart (généralement celles qui ont eu de nombreux petits amis) sont tuées par l'assassin, mais l'une d'entre elles survit pour le vaincre. Celle-ci est devenue elle aussi un stéréotype, celui de la dernière survivante, incarnée par des personnages comme Ellen Ripley dans Alien. Sarah Connor, de demoiselle en détresse dans le premier Terminator est devenue survivante dans Terminator 2.

## Le thème pris à contre-pied

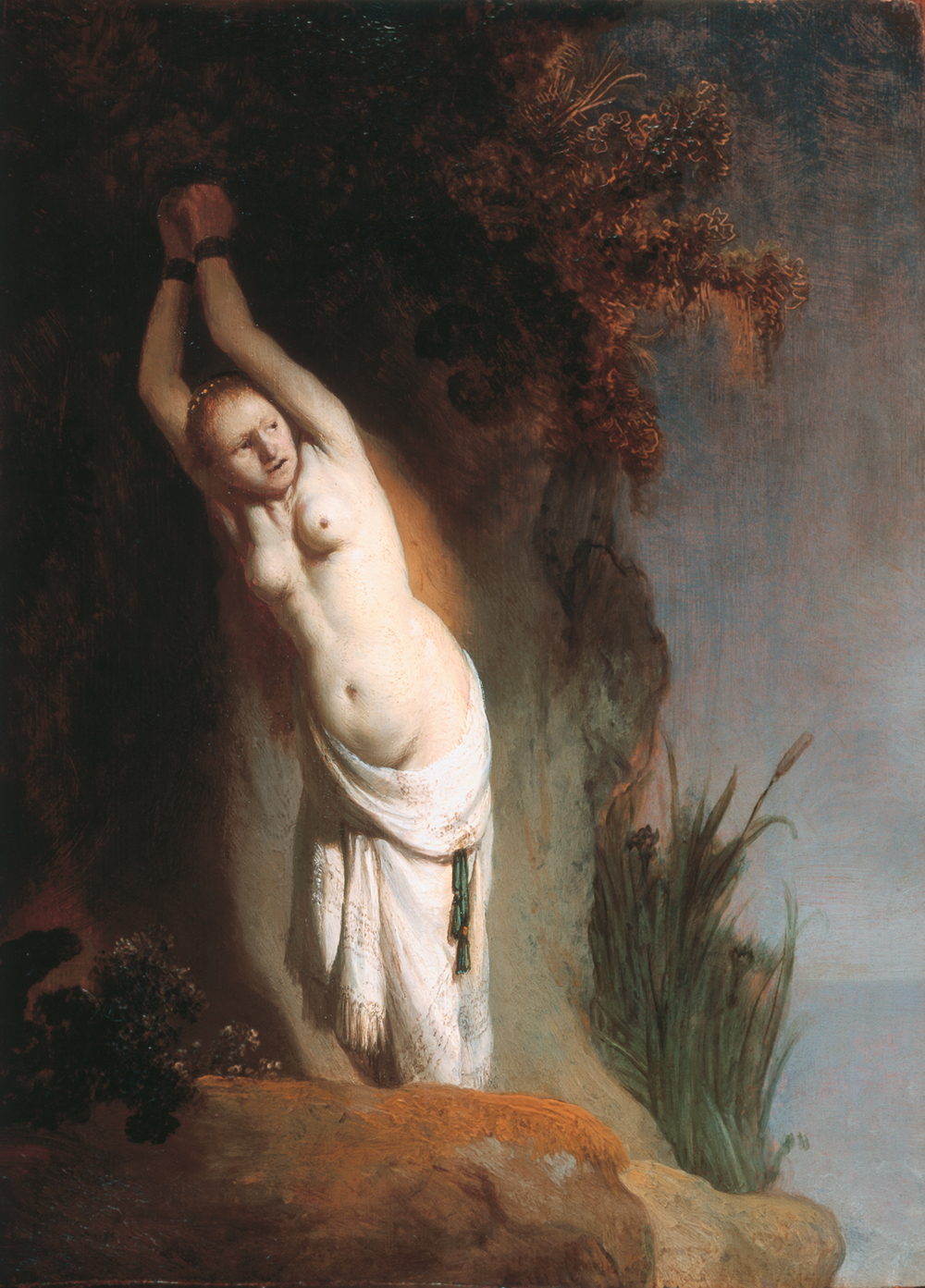
Andromède enchaînée au rocher, par Rembrandt.

Le thème de la demoiselle en détresse est souvent cité comme exemple du traitement dévalorisant des femmes dans la littérature, le cinéma et l'art. Des critiques féministes ont souvent examiné des scènes et des scénarios du type « demoiselle en détresse » ; de nombreux auteurs modernes comme Angela Carter et Jane Yolen ont revisité les contes de fées classiques, ou ont présenté des anthologies de récits brisant le schéma de la demoiselle en détresse,,. Souvent, ces histoires inversent la tendance en donnant du pouvoir aux personnages féminins, voire en mettant en scène des hommes en détresse sauvés par une femme.
Même si le courant féministe de la fin du XXe siècle a mis en lumière des alternatives à la demoiselle en détresse, l'origine de certaines de ces alternatives se trouve ailleurs. Le travail de Joseph Campbell sur la comparaison des mythologies a fourni un modèle théorique des héros à travers l'histoire, qui a été repris par des auteurs comme Christopher Vogler. Ces théories suggèrent que dans l'histoire de tout héros se trouve un épisode d'« initiation » où le héros (ou l'héroïne) est presque détruit. En survivant à la peur, au danger ou à la torture, le héros prouve ses qualités supérieures et « renaît » pour finir par vaincre. Dans ce cadre, la « demoiselle » peut devenir une héroïne rendue impuissante au cours de son initiation, puis qui émerge de nouveau pour remporter la victoire.
On peut trouver d'autres exemples dans des films datant des débuts du cinéma. Un des films traditionnellement associés au stéréotype de la demoiselle en détresse, The Perils of Pauline (1914), constitue en fait un contre-exemple partiel. Pauline, interprétée par Pearl White, est une femme forte qui refuse de se marier jeune pour partir à l'aventure et devenir autrice. En dépit des clichés, le film ne comporte aucune scène où Pauline est attachée à une voie ferrée ou menacée dans une scierie, bien que ce type de scène ait été incorporé dans des remakes postérieurs et dans des films similaires autour de 1914. L'académicien Ben Singer dément que cette série soit un produit machiste et démontre qu'elle était destinée principalement aux femmes.
Les femmes fortes furent également mises en valeur dans les séries des années 1930 et 1940 produites par les studios comme Republic Pictures. Les fins d'épisodes représentent souvent les héroïnes en détresse et menacées par des pièges mortels, mais ces héroïnes, jouées par des actrices comme Linda Stirling ou Kay Aldridge, étaient également des femmes courageuses qui jouaient un rôle actif dans la lutte contre les « méchants ». Dans les années 1960, l'espionne Emma Peel de Chapeau melon et bottes de cuir se retrouvait souvent dans la situation d'une demoiselle en détresse ; cependant le personnage, joué par Diana Rigg, se démarquait des productions similaires où les femmes en danger étaient de simples victimes ou des pions dans le scénario. La scène où Emma Peel est menacée par un rayon mortel dans l'épisode From Venus With Love fait référence à une scène analogue du film Goldfinger où James Bond est menacé par un laser, les deux constituant de bons exemples de l'« initiation » décrite par Campbell et Vogler.
Emma Peel et les autres héroïnes de séries sont considérées comme les sources d'inspiration des femmes fortes dans les films plus récents, comme Joan Wilder dans À la poursuite du diamant vert, la princesse Leia dans Star Wars ou des héroïnes « post-féministes » comme Buffy Summers de Buffy contre les vampires, les sœurs Halliwell dans Charmed ou Sydney Bristow de Alias.